# Монополія на насилля
Монополія на законне застосування фізичної сили, також відома як монополія на насилля (нім. Gewaltmonopol des Staates), є ключовою концепцією сучасного публічного права, яка бере початок з праці Жана Бодена «Шість книг про державу», опублікованій 1576 року, і книжці Томаса Гоббса «Левіафан», опублікованій в 1651 році. Монополія на насильство як визначальна концепція держави вперше була описана в соціології Максом Вебером, у його есе «Політика як покликання і професія» (1919). Вебер стверджує, що «держава — це будь-яке людське співтовариство, яке успішно претендує на монополію легітимного застосування фізичної сили в межах даної території»; таким чином, «сучасна держава — це обов'язкове об'єднання, яке організовує панування». Іншими словами, Вебер описує державу, як будь-яку організацію, яка досягає успіху в утриманні виняткового права на використання, погрози застосування або застосування фізичної сили проти резидентів, які перебувають на її території. Таке монопольне право, згідно з Вебером, має виникнути в результаті процесу легітимації (узаконення).

## Теорія Макса Вебера
У своїй книзі «Політика як покликання і професія» Макс Вебер писав, що одна з необхідних умов державності це збереження згаданої вище монополії. У розгорнутому вигляді він дав поняттю «держава» таке визначення: «певне утворення є державою лише тоді, якщо і остільки, оскільки її адміністративний персонал успішно підтримує своє право на „монополію легітимного використання фізичної сили“ (нім. das Monopol legitimen physischen Zwanges) з метою підтримання свого порядку». Концепція Вебера була сформована, щоб показати, що виняткова правоохоронна влада держави сприяє соціальному добробуту за умови, якщо держава діятиме в інтересах її громадян.
Згідно з Вебером, держава — це джерело легітимованого фізичного примусу. Поліція і збройні сили — є тут головними інструментами, але державою також може бути дозволена приватна охорона. Вебер додав декілька застережень до своїх висловлювань щодо державної монополії на примус:
- Цією тезою він констатує сучасні спостереження, відзначаючи, що зв'язок між державою і застосуванням фізичної сили не завжди був таким тісним. Для цього Вебер наводить приклади феодалізму, де за певних умов допускалася приватна війна, та релігійних судів, які мали виняткову юрисдикцію щодо деяких видів правопорушень, особливо таких, як єресь і статеві злочини. В кінцевому результаті, держава існує тільки там, де єдина влада може легітимно санкціонувати насильство.
- До того ж, «монополія» не означає, що лише уряд може використовувати фізичну силу, але що держава є єдиним джерелом легітимації для будь-якого фізичного примусу або примусового рішення. Наприклад, закон може дозволяти індивідам застосовувати силу для захисту себе або своєї власності, але це право має бути установлене державною владою. Очевидно, що це суперечить просвітницьким принципам суверенітету особистості, яка за власною згодою делегує повноваження державі, а також концепції природного права, за якою індивідуальні права, що походять від суверенітету особистості, існують до держави і лише визнаються та гарантуються державою, якій конституційним правом може бути заборонено обмежувати їх.

## Інші автори про монополію на насилля
Згідно з Реймондом Ароном, міжнародні відносини характеризуються відсутністю визнаної всіма легальності (законності) щодо застосування сили між державами.
Марта Єлизавета Фелпс в праці «Політика та її аспекти», розвиває ідеї Вебера щодо легітимності приватних охоронних структур. Фелпс заявила, що їх використання законне тоді, і тільки тоді, коли мілітарні структури перебувають під контролем з боку держави.